# لیگ فوتبال ۹۳–۱۸۹۲
لیگ فوتبال ۹۳–۱۸۹۲ پنجمین دوره لیگ فوتبال انگلستان بود. در این فصل لیگ دسته دوم نیز تأسیس شد.

## جدول نهایی لیگ[۲][۳]
جدول نهایی با تفکیک جدول دور رفت و برگشت و جدول کلی
| رده | تیم                | شمار بازی‌ها |  | برد | مساوی | باخت | گل زده | گل خورده |  | برد | مساوی | باخت | گل زده | گل خورده |  | گل زده | گل خورده | میانگین گل | تفاضل گل |  | Pts |
| --- | ------------------ | ----------- |  | --- | ----- | ---- | ------ | -------- |  | --- | ----- | ---- | ------ | -------- |  | ------ | -------- | ---------- | -------- |  | --- |
| ۱   | ساندرلند           | ۳۰          |  | ۱۳  | ۲     | ۰    | ۵۸     | ۱۷       |  | ۹   | ۲     | ۴    | ۴۲     | ۱۹       |  | ۱۰۰    | ۳۶       | ۲٫۷۷۸      | +۶۴      |  | ۴۸  |
| ۲   | پرستون نورث اند    | ۳۰          |  | ۱۱  | ۲     | ۲    | ۳۴     | ۱۰       |  | ۶   | ۱     | ۸    | ۲۳     | ۲۹       |  | ۵۷     | ۳۹       | ۱٫۴۶۲      | +۱۸      |  | ۳۷  |
| ۳   | اورتون             | ۳۰          |  | ۹   | ۳     | ۳    | ۴۴     | ۱۷       |  | ۷   | ۱     | ۷    | ۳۰     | ۳۴       |  | ۷۴     | ۵۱       | ۱٫۴۵۱      | +۲۳      |  | ۳۶  |
| ۴   | استون ویلا         | ۳۰          |  | ۱۲  | ۱     | ۲    | ۵۰     | ۲۴       |  | ۴   | ۲     | ۹    | ۲۳     | ۳۸       |  | ۷۳     | ۶۲       | ۱٫۱۷۷      | +۱۱      |  | ۳۵  |
| ۵   | بولتون واندررز     | ۳۰          |  | ۱۲  | ۱     | ۲    | ۴۳     | ۲۱       |  | ۱   | ۵     | ۹    | ۱۳     | ۳۴       |  | ۵۶     | ۵۵       | ۱٫۰۱۸      | +۱       |  | ۳۲  |
| ۶   | برنلی              | ۳۰          |  | ۱۰  | ۲     | ۳    | ۳۷     | ۱۵       |  | ۳   | ۲     | ۱۰   | ۱۴     | ۲۹       |  | ۵۱     | ۴۴       | ۱٫۱۵۹      | +۷       |  | ۳۰  |
| ۷   | استوک سیتی         | ۳۰          |  | ۸   | ۲     | ۵    | ۳۳     | ۱۶       |  | ۴   | ۳     | ۸    | ۲۵     | ۳۲       |  | ۵۸     | ۴۸       | ۱٫۲۰۸      | +۱۰      |  | ۲۹  |
| ۸   | وست برومویچ آلبیون | ۳۰          |  | ۹   | ۲     | ۴    | ۳۵     | ۱۷       |  | ۳   | ۳     | ۹    | ۲۳     | ۵۲       |  | ۵۸     | ۶۹       | ۰٫۸۴۱      | –۱۱      |  | ۲۹  |
| ۹   | بلکبرن راورز       | ۳۰          |  | ۵   | ۸     | ۲    | ۲۹     | ۲۴       |  | ۳   | ۵     | ۷    | ۱۸     | ۳۲       |  | ۴۷     | ۵۶       | ۰٫۸۳۹      | –۹       |  | ۲۹  |
| ۱۰  | ناتینگهام فارست    | ۳۰          |  | ۷   | ۲     | ۶    | ۳۰     | ۲۷       |  | ۳   | ۶     | ۶    | ۱۸     | ۲۵       |  | ۴۸     | ۵۲       | ۰٫۹۲۳      | –۴       |  | ۲۸  |
| ۱۱  | ولورهمپتون واندررز | ۳۰          |  | ۱۱  | ۲     | ۲    | ۳۲     | ۱۷       |  | ۱   | ۲     | ۱۲   | ۱۵     | ۵۱       |  | ۴۷     | ۶۸       | ۰٫۶۹۱      | –۲۱      |  | ۲۸  |
| ۱۲  | د ونزدی            | ۳۰          |  | ۸   | ۲     | ۵    | ۳۴     | ۲۸       |  | ۴   | ۱     | ۱۰   | ۲۱     | ۳۷       |  | ۵۵     | ۶۵       | ۰٫۸۴۶      | –۱۰      |  | ۲۷  |
| ۱۳  | دربی کانتی         | ۳۰          |  | ۵   | ۶     | ۴    | ۳۰     | ۲۸       |  | ۴   | ۳     | ۸    | ۲۲     | ۳۶       |  | ۵۲     | ۶۴       | ۰٫۸۱۳      | –۱۲      |  | ۲۷  |
| ۱۴  | نوتس کانتی         | ۳۰          |  | ۸   | ۳     | ۴    | ۳۴     | ۱۵       |  | ۲   | ۱     | ۱۲   | ۱۹     | ۴۶       |  | ۵۳     | ۶۱       | ۰٫۸۶۹      | –۸       |  | ۲۴  |
| ۱۵  | اکرینگتون          | ۳۰          |  | ۵   | ۵     | ۵    | ۲۹     | ۳۴       |  | ۱   | ۶     | ۸    | ۲۸     | ۴۷       |  | ۵۷     | ۸۱       | ۰٫۷۰۴      | –۲۴      |  | ۲۳  |
| ۱۶  | نیوتون هیث         | ۳۰          |  | ۶   | ۳     | ۶    | ۳۹     | ۳۵       |  | ۰   | ۳     | ۱۲   | ۱۱     | ۵۰       |  | ۵۰     | ۸۵       | ۰٫۵۸۸      | –۳۵      |  | ۱۸  |

| Key |                                       |
| --- | ------------------------------------- |
|     | قهرمان لیگ                            |
|     | قهرمان جام حذفی                       |
|     | باشگاه‌های جدید (نیوتون هیث را ببینید) |
|     | راهیابی به بازی آزمون                 |

## نتایج
نتایج از وبگاه The Rec.Sport.Soccer Statistics Foundation website and Rothmans و از کتاب "روثمن تاریچه لیگ فوتبال انگلستان" برگرفته شده‌است.
| ميزبان / ميهمان۱   | آکر | است | بلک | بول | برن | درب | اور | نیو | نات | نوت | پرس | اسک | سان | ونز | وست | ولو  |
| آکرینگتون          |     | ۱–۱ | ۱–۱ | ۱–۱ | ۰–۴ | ۰–۳ | ۰–۳ | ۲–۲ | ۱–۱ | ۴–۲ | ۱–۲ | ۵–۲ | ۰–۶ | ۴–۲ | ۵–۴ | ۴–۰  |
| استون ویلا         | ۶–۴ |     | ۴–۱ | ۱–۱ | ۱–۳ | ۶–۱ | ۴–۱ | ۲–۰ | ۱–۰ | ۳–۱ | ۳–۱ | ۳–۲ | ۱–۶ | ۵–۱ | ۵–۲ | ۵–۰  |
| بلکبرن راورز       | ۳–۳ | ۲–۲ |     | ۳–۰ | ۲–۰ | ۲–۲ | ۲–۲ | ۴–۳ | ۰–۱ | ۱–۰ | ۰–۰ | ۳–۳ | ۲–۲ | ۰–۲ | ۲–۱ | ۳–۳  |
| بولتون واندررز     | ۵–۲ | ۵–۰ | ۲–۱ |     | ۱–۰ | ۰–۳ | ۴–۱ | ۴–۱ | ۳–۱ | ۴–۱ | ۲–۴ | ۴–۴ | ۲–۱ | ۱–۰ | ۳–۱ | ۳–۱  |
| برنلی              | ۱–۳ | ۰–۲ | ۰–۰ | ۳–۰ |     | ۲–۱ | ۳–۰ | ۴–۱ | ۱–۱ | ۳–۰ | ۴–۲ | ۳–۲ | ۲–۳ | ۴–۰ | ۵–۰ | ۲–۰  |
| دربی کانتی         | ۳–۳ | ۲–۱ | ۳–۰ | ۱–۱ | ۱–۰ |     | ۱–۶ | ۵–۱ | ۲–۳ | ۴–۵ | ۱–۲ | ۱–۰ | ۱–۱ | ۲–۲ | ۱–۱ | ۲–۲  |
| اورتون             | ۱–۱ | ۱–۰ | ۴–۰ | ۳–۰ | ۰–۱ | ۵–۰ |     | ۶–۰ | ۲–۲ | ۶–۰ | ۶–۰ | ۲–۲ | ۱–۴ | ۳–۵ | ۱–۰ | ۳–۲  |
| نیوتون هیث         | ۳–۳ | ۲–۰ | ۴–۴ | ۱–۰ | ۱–۱ | ۷–۱ | ۳–۴ |     | ۱–۳ | ۱–۳ | ۲–۱ | ۱–۰ | ۰–۵ | ۱–۵ | ۲–۴ | ۱۰–۱ |
| ناتینگهام فارست    | ۳–۰ | ۴–۵ | ۰–۱ | ۲–۰ | ۲–۲ | ۱–۰ | ۲–۱ | ۱–۱ |     | ۳–۱ | ۱–۲ | ۳–۴ | ۰–۵ | ۲–۰ | ۳–۴ | ۳–۱  |
| نوتس کانتی         | ۲–۰ | ۱–۴ | ۰–۰ | ۲–۲ | ۳–۱ | ۱–۱ | ۱–۲ | ۴–۰ | ۳–۰ |     | ۳–۱ | ۰–۱ | ۳–۱ | ۰–۱ | ۸–۱ | ۳–۰  |
| پرستون نورث اند    | ۰–۰ | ۴–۱ | ۲–۱ | ۲–۱ | ۲–۰ | ۰–۱ | ۵–۰ | ۲–۱ | ۱–۰ | ۴–۰ |     | ۲–۱ | ۱–۲ | ۴–۱ | ۱–۱ | ۴–۰  |
| استوک سیتی         | ۲–۲ | ۰–۱ | ۲–۲ | ۶–۰ | ۴–۱ | ۱–۳ | ۰–۱ | ۷–۱ | ۳–۰ | ۱–۰ | ۲–۱ |     | ۰–۱ | ۲–۰ | ۱–۲ | ۲–۱  |
| ساندرلند           | ۴–۲ | ۶–۰ | ۵–۰ | ۳–۳ | ۲–۰ | ۳–۱ | ۴–۳ | ۶–۰ | ۱–۰ | ۲–۲ | ۲–۰ | ۳–۱ |     | ۴–۲ | ۸–۱ | ۵–۲  |
| د ونزدی            | ۵–۲ | ۵–۳ | ۰–۳ | ۴–۲ | ۲–۰ | ۳–۳ | ۰–۲ | ۱–۰ | ۲–۲ | ۳–۲ | ۰–۵ | ۰–۱ | ۳–۲ |     | ۶–۰ | ۰–۱  |
| وست برومویچ آلبیون | ۴–۰ | ۳–۲ | ۱–۲ | ۱–۰ | ۷–۱ | ۳–۱ | ۳–۰ | ۰–۰ | ۲–۲ | ۴–۲ | ۰–۱ | ۱–۲ | ۱–۳ | ۳–۰ |     | ۲–۱  |
| ولورهمپتون واندررز | ۵–۳ | ۲–۱ | ۴–۲ | ۱–۲ | ۱–۰ | ۲–۱ | ۲–۴ | ۲–۰ | ۲–۲ | ۳–۰ | ۲–۱ | ۱–۰ | ۲–۰ | ۲–۰ | ۱–۱ |      |

منبع: , Ian Laschke: Rothmans Book of Football League Records 1888–89 to 1978–79. Macdonald and Jane’s, London & Sydney, 1980.
۱تیمهای میزبان در جدول عمودی و میهمان در جدول افقی.
رنگ ها: آبی = برد در خانه خود; زرد = مساوی; قرمز = باخت در خانه خود.

## بازی‌های آزمون ۱۸۹۳
بازی‌های آزمون نوعی بازی پلی‌آف بودند که در این بازی‌ها تیم‌های آخر لیگ دسته اول با تیم‌های برتر و نخست لیگ دسته دوم روبرو می شدند. اگر تیم دسته اولی در این بازی پیروز می شد، در لیگ دسته اول باقی می‌ماند. اگر تیم دسته دومی پیروز می شد، برای حضور در دسته اول در نظر گرفته می شد. تیم‌های بازنده نیز به دسته دوم می رفتند.
| اسمال هیث (قهرمان لیگ دسته دوم) | ۱–۱ | نیوتون هیث (تیم شانزدهم لیگ دسته اول) |
| ------------------------------- | --- | ------------------------------------- |
|                                 |     |                                       |

| دارون (تیم سوم لیگ دسته دوم) | ۳–۲ | نوتس کانتی (تیم چهاردهم لیگ دسته اول) |
| ---------------------------- | --- | ------------------------------------- |
|                              |     |                                       |

| شفیلد یونایتد (تیم دوم لیگ دسته دوم) | ۱–۰ | اکرینگتون (تیم پانزدهم لیگ دسته اول) |
| ------------------------------------ | --- | ------------------------------------ |
|                                      |     |                                      |

| نیوتون هیث (تیم شانزدهم لیگ دسته اول) | ۵–۲ | اسمال هیث (قهرمان لیگ دسته دوم) |
| ------------------------------------- | --- | ------------------------------- |
|                                       |     |                                 |

شفیلد یونایتد و دارون به لیگ دسته اول راه یافتند و نیوتون هیث در دسته اول باقی ماند.
اسمال هیث و نوتس کانتی در لیگ دسته دوم باقی ماند و اکرینگتون از لیگ فوتبال کناره‌گیری کرد.

## دسته دوم
| رده | تیم                | بازی |  | برد | مساوی | باخت | گل زده | گل خورده |  | برد | مساوی | باخت | گل زده | گل خورده |  | گل زده | گل خورده | میانگین گل | تفاضل گل |  | امتیاز |
| --- | ------------------ | ---- |  | --- | ----- | ---- | ------ | -------- |  | --- | ----- | ---- | ------ | -------- |  | ------ | -------- | ---------- | -------- |  | ------ |
| ۱   | اسمال هیث          | ۲۲   |  | ۱۰  | ۱     | ۰    | ۵۷     | ۱۶       |  | ۷   | ۱     | ۳    | ۳۳     | ۱۹       |  | ۹۰     | ۳۵       | ۲٫۵۷۱      | +۴۵      |  | ۳۶     |
| ۲   | شفیلد یونایتد      | ۲۲   |  | ۱۰  | ۱     | ۰    | ۳۵     | ۸        |  | ۶   | ۲     | ۳    | ۲۷     | ۱۱       |  | ۶۲     | ۱۹       | ۳٫۲۶۳      | +۴۳      |  | ۳۵     |
| ۳   | دارون              | ۲۲   |  | ۱۰  | ۰     | ۱    | ۴۳     | ۱۵       |  | ۴   | ۲     | ۵    | ۱۷     | ۲۱       |  | ۶۰     | ۳۶       | ۱٫۶۶۷      | +۲۴      |  | ۳۰     |
| ۴   | گریمسبی تاون       | ۲۲   |  | ۸   | ۱     | ۲    | ۲۵     | ۷        |  | ۳   | ۰     | ۸    | ۱۷     | ۳۴       |  | ۴۲     | ۴۱       | ۱٫۰۲۴      | +۱       |  | ۲۳     |
| ۵   | آردویک             | ۲۲   |  | ۶   | ۳     | ۲    | ۲۷     | ۱۴       |  | ۳   | ۰     | ۸    | ۱۸     | ۲۶       |  | ۴۵     | ۴۰       | ۱٫۱۲۵      | +۵       |  | ۲۱     |
| ۶   | بورتون سویفتس      | ۲۲   |  | ۷   | ۱     | ۳    | ۳۰     | ۱۸       |  | ۲   | ۱     | ۸    | ۱۷     | ۲۹       |  | ۴۷     | ۴۷       | ۱٫۰۰۰      | ±۰       |  | ۲۰     |
| ۷   | نورتویچ ویکتوریا   | ۲۲   |  | ۷   | ۰     | ۴    | ۲۵     | ۲۶       |  | ۲   | ۲     | ۷    | ۱۷     | ۳۲       |  | ۴۲     | ۵۸       | ۰٫۷۲۴      | –۱۶      |  | ۲۰     |
| ۸   | بوتل               | ۲۲   |  | ۸   | ۱     | ۲    | ۳۵     | ۲۰       |  | ۰   | ۲     | ۹    | ۱۴     | ۴۳       |  | ۴۹     | ۶۳       | ۰٫۷۷۸      | –۱۴      |  | ۱۹     |
| ۹   | لینکولن سیتی       | ۲۲   |  | ۶   | ۲     | ۳    | ۳۰     | ۱۸       |  | ۱   | ۱     | ۹    | ۱۵     | ۳۳       |  | ۴۵     | ۵۱       | ۰٫۸۸۲      | –۶       |  | ۱۷     |
| ۱۰  | کرو آلکساندرا      | ۲۲   |  | ۶   | ۱     | ۴    | ۳۰     | ۲۴       |  | ۰   | ۲     | ۹    | ۱۲     | ۴۵       |  | ۴۲     | ۶۹       | ۰٫۶۰۹      | –۲۷      |  | ۱۵     |
| ۱۱  | بورسلم پورت ویل    | ۲۲   |  | ۴   | ۱     | ۶    | ۱۶     | ۲۳       |  | ۲   | ۲     | ۷    | ۱۴     | ۳۴       |  | ۳۰     | ۵۷       | ۰٫۵۲۶      | –۲۷      |  | ۱۵     |
| ۱۲  | والسال تاون سویفتس | ۲۲   |  | ۴   | ۳     | ۴    | ۲۵     | ۲۴       |  | ۱   | ۰     | ۱۰   | ۱۲     | ۵۱       |  | ۳۷     | ۷۵       | ۰٫۴۹۳      | –۴۰      |  | ۱۳     |

| Key |                                          |
| --- | ---------------------------------------- |
|     | قهرمان، راهیابی به بازی آزمون            |
|     | راهیابی به بازی آزمون                    |
|     | باشگاه‌های جدید (همه جز دارون)            |
|     | دوباره برگزیده شده                       |
|     | دوباره برگزیده نشده (هیچ کدام)، منحل شده |

### ننایج دسته دوم
| ميزبان / ميهمان۱   | آرد | بوت | بور | بور | کرو | دار | گری | لین | نور | شفی  | اسم | وال  |
| آردویک             |     | ۷–۰ | ۲–۰ | ۱–۱ | ۳–۱ | ۴–۲ | ۰–۳ | ۳–۱ | ۱–۱ | ۲–۳  | ۲–۲ | ۲–۰  |
| بوتل               | ۵–۳ |     | ۱–۱ | ۳–۲ | ۲–۱ | ۵–۱ | ۳–۱ | ۴–۱ | ۲–۵ | ۲–۰  | ۱–۴ | ۷–۱  |
| بورسلم پورت ویل    | ۱–۲ | ۰–۰ |     | ۱–۰ | ۴–۱ | ۲–۴ | ۰–۱ | ۱–۲ | ۴–۰ | ۰–۱۰ | ۰–۳ | ۳–۰  |
| بورتون سویفتس      | ۲–۰ | ۲–۱ | ۳–۳ |     | ۷–۱ | ۰–۲ | ۵–۱ | ۴–۲ | ۲–۰ | ۰–۳  | ۲–۳ | ۳–۲  |
| کرو آلکساندرا      | ۴–۱ | ۲–۱ | ۵–۰ | ۲–۴ |     | ۲–۲ | ۱–۰ | ۴–۱ | ۴–۲ | ۰–۴  | ۱–۳ | ۵–۶  |
| دارون              | ۳–۱ | ۳–۰ | ۴–۱ | ۲–۳ | ۷–۳ |     | ۶–۱ | ۳–۱ | ۳–۱ | ۳–۱  | ۴–۳ | ۵–۰  |
| گریمسبی تاون       | ۲–۰ | ۳–۰ | ۲–۰ | ۴–۰ | ۴–۰ | ۰–۱ |     | ۲–۲ | ۲–۱ | ۰–۱  | ۳–۲ | ۳–۰  |
| لینکولن سیتی       | ۲–۱ | ۵–۱ | ۳–۴ | ۵–۱ | ۱–۱ | ۱–۱ | ۱–۳ |     | ۵–۱ | ۱–۰  | ۳–۴ | ۳–۱  |
| نورتویچ ویکتوریا   | ۰–۳ | ۳–۲ | ۲–۴ | ۲–۱ | ۴–۱ | ۱–۰ | ۵–۳ | ۲–۱ |     | ۱–۳  | ۰–۶ | ۵–۲  |
| شفیلد یونایتد      | ۲–۱ | ۸–۳ | ۴–۰ | ۳–۱ | ۴–۰ | ۲–۰ | ۲–۰ | ۴–۲ | ۱–۱ |      | ۲–۰ | ۳–۰  |
| اسمال هیث          | ۳–۲ | ۶–۲ | ۵–۱ | ۳–۲ | ۶–۰ | ۶–۲ | ۸–۳ | ۴–۱ | ۶–۲ | ۱–۱  |     | ۱۲–۰ |
| والسال تاون سویفتس | ۲–۴ | ۴–۴ | ۳–۰ | ۳–۲ | ۳–۳ | ۱–۲ | ۳–۱ | ۲–۱ | ۲–۳ | ۱–۱  | ۱–۳ |      |

منبع: Ian Laschke: Rothmans Book of Football League Records 1888–89 to 1978–79. Macdonald and Jane’s, London & Sydney, 1980.
۱تیمهای میزبان در جدول عمودی و میهمان در جدول افقی.
رنگ ها: آبی = برد در خانه خود; زرد = مساوی; قرمز = باخت در خانه خود.